# Смольник (Нижньосілезьке воєводство)
Смольник (пол. Smolnik, нім. Schadewalde) — село в Польщі, у гміні Лешна Любанського повіту Нижньосілезького воєводства.
Населення — 468 осіб (2011).
У 1975-1998 роках село належало до Єленьоґурського воєводства.

## Демографія
Демографічна структура станом на 31 березня 2011 року:
|          | Загалом | Допрацездатний вік | Працездатний вік | Постпрацездатний вік |
| -------- | ------- | ------------------ | ---------------- | -------------------- |
| Чоловіки | 243     | 47                 | 178              | 18                   |
| Жінки    | 225     | 36                 | 141              | 48                   |
| Разом    | 468     | 83                 | 319              | 66                   |